# Andreï Tchistiakov
Andreï Nikolaïevitch Tchistiakov (Андрей Николаевич Чистяков), né le 4 janvier 1949 à Léningrad et mort le 29 novembre 2000 à Moscou, est un chef d'orchestre soviétique et russe. Il a été fait artiste du peuple de la fédération de Russie en 1999.

## Biographie
Andreï Tchistiakov est diplômé du conservatoire de Léningrad dans la classe d'I.A. Moussine. De 1978 à 1988, il dirige l'orchestre symphonique de la philharmonie de Sverdlovsk. En 1988, il est engagé au Théâtre Bolchoï de Moscou; en même temps, il fonde en 1995 l'orchestre symphonique Rachmaninov dont il est chef d'orchestre.
Parmi, les enregistrements renommés de Tchistiakov, l'on peut citer trois opéras de Sergueï Rachmaninov (Aleko, Francesca da Rimini et Le Chevalier avare), le film-ballet Le Retour de l'Oiseau de feu, comprenant les ballets Schéhérazade de Rimski-Korsakov, Petrouchka et L'Oiseau de feu de Stravinski dans la version de Fokine révisée par Andris Liepa, la musique de Tchaïkovski pour le conte de fées d'Ostrovski, La Demoiselle des neiges, inclus dans l'édition des enregistrements du compositeur dans la collection « Brilliant Classics ». 
Il est enterré au cimetière Troïekourovskoïé de Moscou.

## Enregistrements
- 1984-1986, Sergueï Prokofiev, Concerto de piano n° 3, Evgueni Kissine, piano; Andreï Tchistiakov, dir.; Orchestre philharmonique de Moscou.
- 1991, Alexandre Serov, opéra Judith. Andreï Tchistiakov (chef d'orchestre), Orchestre du Théâtre Bolchoï, Chœur académique russe d'URSS, Irina Oudalova (Judith), Elena Zaremba (Avra), Mikhaïl Kroutikov (Svetlov) (Holopherne), Nikolaï Vassiliev (Bagoas), Anatoli Babkhine (Ozias), Vladimir Koudriatchov (Achior), Stanislav Souleïmanov (Asfaneses), Piotr Glouboky (Eliachim), Maxime Mikhaïlov (Charmis), Irina Jourina et Marina Choutova (odalisques), Lev Kouznetsov (chant hindou); rééd. Brilliant Classics, en 2011.
- 1994, Rimski-Korsakov, Nuit de mai, Harmonia Mundi/Saison Russe RUS288103 (2 CD), rééd. par Brilliant Classics, 2010
- 1995, Alexandre Dargomyjski, Le Convive de pierre[5]